# فربيون كثيف
الفربيون الكثيف (باللاتينية: Euphorbia dulcis) نوع نباتي يتبع جنس الفربيون من الفصيلة الحوذانية.

## الموئل والانتشار
ينتشر في بلاد الشام.